# 周宇 (萬曆進士)
周宇（？—？），四川成都府寧川衛官籍。

## 生平
万历二十八年（1600年）庚子科四川乡试举人，四十一年（1613年）癸丑科進士，四十二年授滦州知州，赈饥捕盗，續修州志，可称材吏。擢南京兵部员外郎，晋郎中，崇祯元年（1628年）二月升贵州按察司提学佥事。